# بره به کشتار
بره به کشتار (انگلیسی: Lamb to the Slaughter) یک داستان کوتاه از رولد دال است. این داستان در نهایت در سپتامبر ۱۹۵۳ در مجله هارپر منتشر شد. یک بخش از این داستان اقتباسی برای آلفرد هیچکاک تقدیم می‌کند بوده‌است. این یکی از ۱۷ قسمت این سریال بود که توسط آلفرد هیچکاک کارگردانی شد.